# Kaolinit
Kaolinit (Al4(OH)8Si4O10) je minerál, který patří mezi tzv. jílové minerály do podskupiny kaolinitu. Je hlavní složkou průmyslově využívané horniny s názvem kaolin. Ten se používá jako hlavní složka užitkových a dentálních keramik, porcelánu apod.
Struktura minerálů je tvořena jednou tetraedrickou a jednou dioktaedrickou sítí, které vytvářejí vrstvou tloušťky 0,7 nm s triklinickou krystalizační symetrií. Ve struktuře nebyly pozorovány žádné substituce mezi atomy. Mezi minerály podskupiny řadíme kaolinit, halloyzit, dickit a nakrit. Velikost krystalů se v obvyklých případech pohybuje v rozmezí několik setin nm. Tvar šupin (největší krystalová plocha) vykazuje pravidelnou hexagonální symetrii. Barva minerálů bez příměsí je bílá.
Kaolinit se vyskytuje téměř ve všech geologických prostředích, jeho vznik je spjatý s nízkým pH (4) a vysokou aktivitou hliníku. Typická jsou pro jeho vznik vlhká a teplá klimata (vlhké tropy). Vzniká rozkladem živců, slíd a sopečného skla. Kaolinit může vznikat i transformací montmorillonitu a jiných jílových minerálů.

## Naleziště
- Karlovarsko, Plzeňsko, Znojemsko
- Ural, Brazílie, Čína, Francie, Velká Británie